# Инза

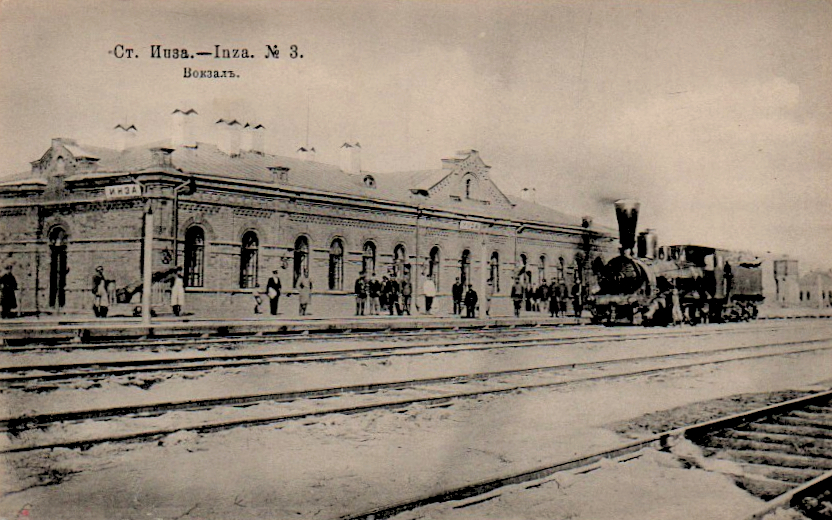
Открытка 1910 года: Железнодорожный вокзал станции Инза,

И́нза — город в России, административный центр Инзенского района Ульяновской области.
Население 16 293 жителей (2021).

## География
Город расположен в Среднем Поволжье, на реке Сюксюм, вблизи реки Инзы и реки Юловка, в 167 км к юго-западу от областного центра города Ульяновска. Крупный железнодорожный узел.

### Климат
Преобладает умеренно континентальный климат. Зимы холодные и продолжительные. Лето теплое и короткое.
Среднегодовое количество осадков 535 мм.

## Название
Назван по реке Инза. Название относится к ряду древних гидронимов с формантом -за (Абамза, Крымза, Маза, Пенза, Промза). По другой версии, из эрзянского «инзеень» — «малиновая».

## История
Город основан в 1897 году в качестве железнодорожной станции Инза на новой линии Московско-Казанской железной дороги в Карсунском уезде Симбирской губернии.
В 1898 году построено кирпичное здание вокзала.
С постройкой станции Инза при нём стал быстро расти посёлок Китовский, названный по расположенному рядом селу Китовка, жители которого работали на строительстве железнодорожной линии и ж/д моста через р. Сюксюм.
В 1913 году на станции Инза было 8 дворов, в которых жило 48 человек, почтово-телеграфное отделение, лесопильный завод «Бутлерова, Паромонова и К», а в Китовском посёлке в 67 дворах жило 542 человека.
В 1918 году станция Инза и Китовский посёлок были объединены — в посёлок Инза, создан сельсовет и стал волостным центром.
В середине июня 1918 года в Инзе была сформирована 1-я революционная армия (2-го формирования) Восточного фронта под командованием М. Н. Тухачевского, 29 июня — первая в армии Инзенская революционная дивизия (нач-к Я. Я. Лацис). На рубеже ж/д станции «Базарная» белогвардейцы были остановлены, затем отброшены к Барышу.
Строительство города начато при Советской власти: 1920 г. — построена первая паровая электростанция, 1925 г. — пущена вторая электростанция, 1929 г. — построены трепельные заводы.
В 1924 году посёлок Инза — центр сельсовета, волости, в котором в 230 дворах жило 3353 человека. Был Волостной исполком (ВИК), почтово-телеграфное отделение, амбулатория, ветеринарная амбулатория, камера нарсуда, школа 1-й ступени.
В 1927 году в посёлке Инза в 554 дворах жило 2291 человек.
Постановлением Президиума ВЦИК от 13 апреля 1928 года селение Инза Карсунского уезда Ульяновской губернии отнесен к категории рабочего посёлка.
В 1929 году — районный центр Инзенского района Средне-Волжского края.
На 1930 год в рабочем посёлке Инза жило 3490 человек и в Инзенский сельсовет входили: д. Заречное, село Китовка, д. Пазухино и Дет. санаторий [1].
В годы Великой Отечественной войны в Инзе проходили лечение раненые бойцы и командиры Красной Армии, формировались маршевые роты. (Здесь был расквартирован 82-й запасной стрелковой полк 42-й запасной стрелковой дивизии (переформирован в 66-й учебно-снайперский полк 11-й запасной бригады ПриВО).
31 октября 1946 года, Указом ПВС СССР, р. п. Инза преобразован в город Инза районного подчинения, присоединив село Китовка, деревню Пазухино и посёлок Красная Слободка.
Указом ПВС РСФСР № 741 / 84 от 1 февраля 1963 года город Инза стал административным центром Инзенского промышленного района, куда вошли: г. Инза и р.п. Базарный Сызган, Глотовка и Языково и Инзенского сельского района, куда вошли сельские Советы. Но Указом ПВС РСФСР от 12 января 1965 года вновь вернулись к единым районам.

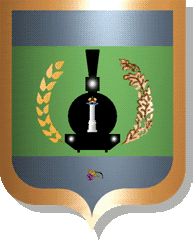
Герб Инзенского городского поселения (2005—2013 гг.)

С 2005 по 2013 годы Инза была административным центром Инзенского городского поселения.
В 2010 году, после опустошительного пожара в деревне Вязовка, погорельцев расселили в новый дом, построенный в микрорайоне Диатомового комбината.
В 2020 году в Инзе построена кольцевая авторазвязка.

## Инфраструктура
- В городе Инза четыре средних школы, ВУЗ, представленный филиалом УлГУ, техникум, два дома культуры, 2 клуба, городской парк, парк около ЦКР, 2 библиотеки, 2 больницы, тубдиспансер, тубсанаторий, ФОК, бассейн.

## Население
| 1931    | 1939    | 1959    | 1967    | 1970    | 1979    | 1989    | 1992    |
| ------- | ------- | ------- | ------- | ------- | ------- | ------- | ------- |
| 4500    | ↗14 200 | ↗18 612 | ↘18 000 | ↗19 060 | ↗20 320 | ↗23 509 | ↗24 200 |
| 1996    | 1998    | 2002    | 2003    | 2005    | 2006    | 2007    | 2009    |
| ↗25 200 | ↘25 100 | ↘20 288 | ↗20 300 | ↘19 700 | ↘19 500 | ↘19 300 | ↘18 821 |
| 2010    | 2011    | 2012    | 2013    | 2014    | 2015    | 2016    | 2017    |
| ↘18 803 | ↗20 919 | ↘18 564 | ↘18 395 | ↘18 127 | ↘17 965 | ↘17 833 | ↘17 714 |
| 2018    | 2019    | 2020    | 2021    |         |         |         |         |
| ↘17 630 | ↘17 442 | ↘17 245 | ↘16 293 |         |         |         |         |

На 1 января 2025 года по численности населения город находился на 752-м месте из 1124 городов Российской Федерации.

## Экономика
Инза — один из промышленных центров Ульяновской области. Действующие предприятия:
- агропромышленная фирма «Инза»,
- Инзенский деревообрабатывающий завод,
- Диатомовый комбинат (крупнейший в России)[28],
- Инзенская фабрика нетканых материалов[29].

Кроме того, Инза является важнейшим железнодорожным узлом Ульяновской области. Узловая станция соединяет две железнодорожные линии на Ульяновск и на Самару в направлении Москвы. Линии на Москву и Самару электрифицированы, линия на Ульяновск не электрифицирована..
Действует 2 маршрута городского автобуса.

## Образование
Высшее образование
- Инзенский филиал Ульяновского государственного университета[32]

Средние специальные учебные заведения
- Инзенский государственный техникум отраслевых технологий, экономики и права.

## Достопримечательности
В Инзе установлены памятники солдатам, погибшим в годы Великой Отечественной войны:
- Привокзальная площадь. Скульптурная композиция «Разлука» (1988 г.)[33]
- Проходная завода. Мемориальная стела в честь погибших в годы ВОВ (2005 г.)[34]
- Памятник врачам, погибшим в годы ВОВ (1975 г.)[35]
- Городское кладбище. Памятник воинам, умершим от ран в госпиталях города Инза (1941—1945)[36].
- Диатомовый комбинат. Стела в честь погибших воинов Диатомового комбината (1980 г.)[37]
- Кладбище. Памятник воинам, умершим от ран в санитарных поездах (2004 г.)[38]
- Школа № 3. Памятник погибшим воинам в ВОВ (2004 г.)[39]
- Музей малины;
- Поселение «Инза» — памятник археологии государственного значения, эпохи мезолита и неолита, ранний бронзовый век[40];
- Паровоз-памятник Л-3401; В 2010 году в центре города на перекрёстке улиц Гагарина, Вокзальной и Шоссейной был установлен памятник паровозу серии Л-3401. Инициатором установки памятника стала администрация района в лице главы Муниципального образования «Инзенский район» Александра Макарова. Он предложил начальнику Куйбышевской железной дороги Сергею Кобзеву предоставить паровоз для установки в городе. Железная дорога доставила паровоз серии «Л», который находился на базе запаса локомотивного депо города Пенза. Установка памятника проводилась силами работников восстановительных поездов станций Инза и Рузаевка[41].

## Религия
До революции 1917 года в посёлке Инза было три церкви, а позже они были полностью разрушены. Икона «Христос и дети» — из храма во имя Святителя Николая станции Инза, ныне хранится в Храме Николая Чудотворца (с. Оськино).
- Богородице-Рождественский кафедральный собор (2019)[44][45][46][47][48];
- Храм-часовня во имя святых мучениц Веры, Надежды, Любови и матери их Софии (2002)[42][49].

## Инза на фото

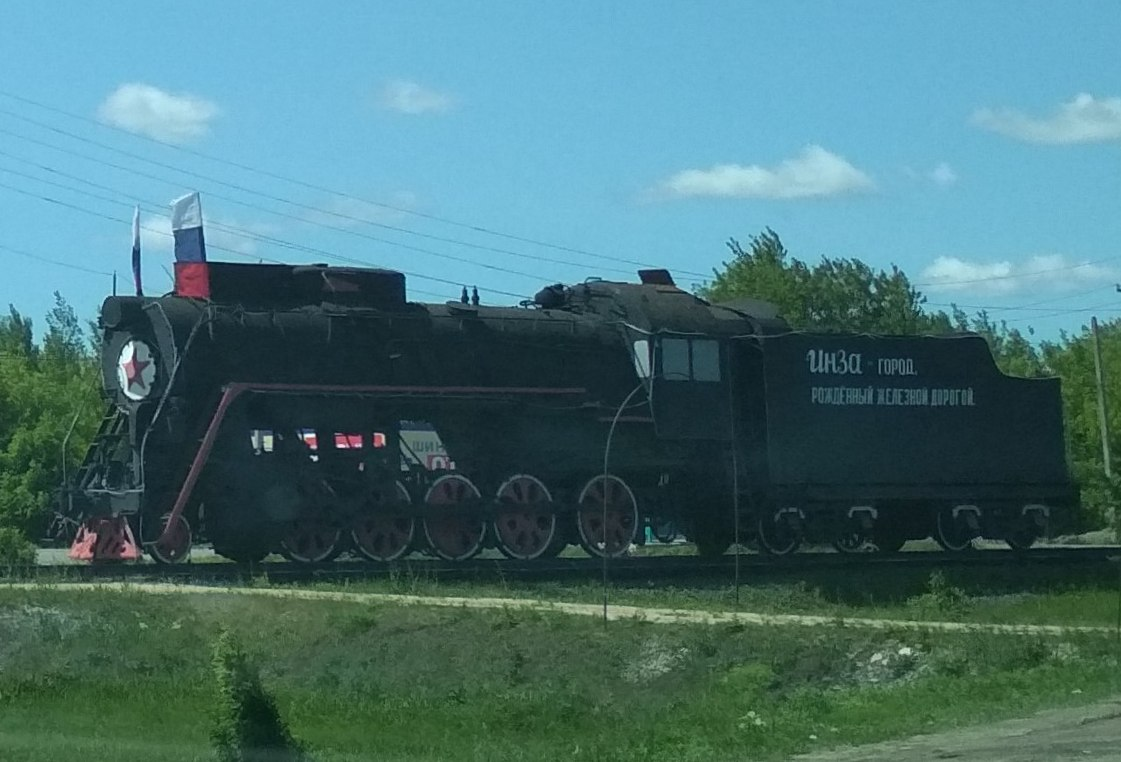
Паровоз-памятник Л-3401.
Памятникам воинам инзенцам, погибшим в годы Второй мировой войны.
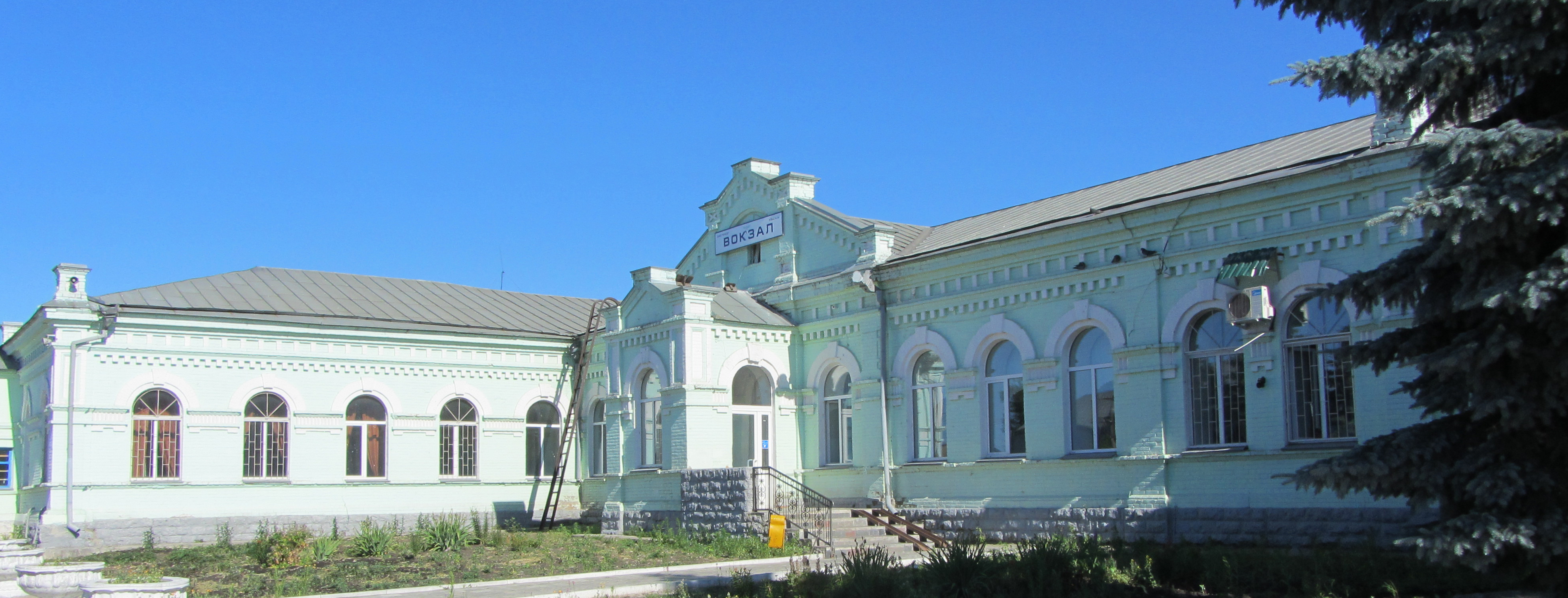
Здание ж/д вокзала (2012 г.).
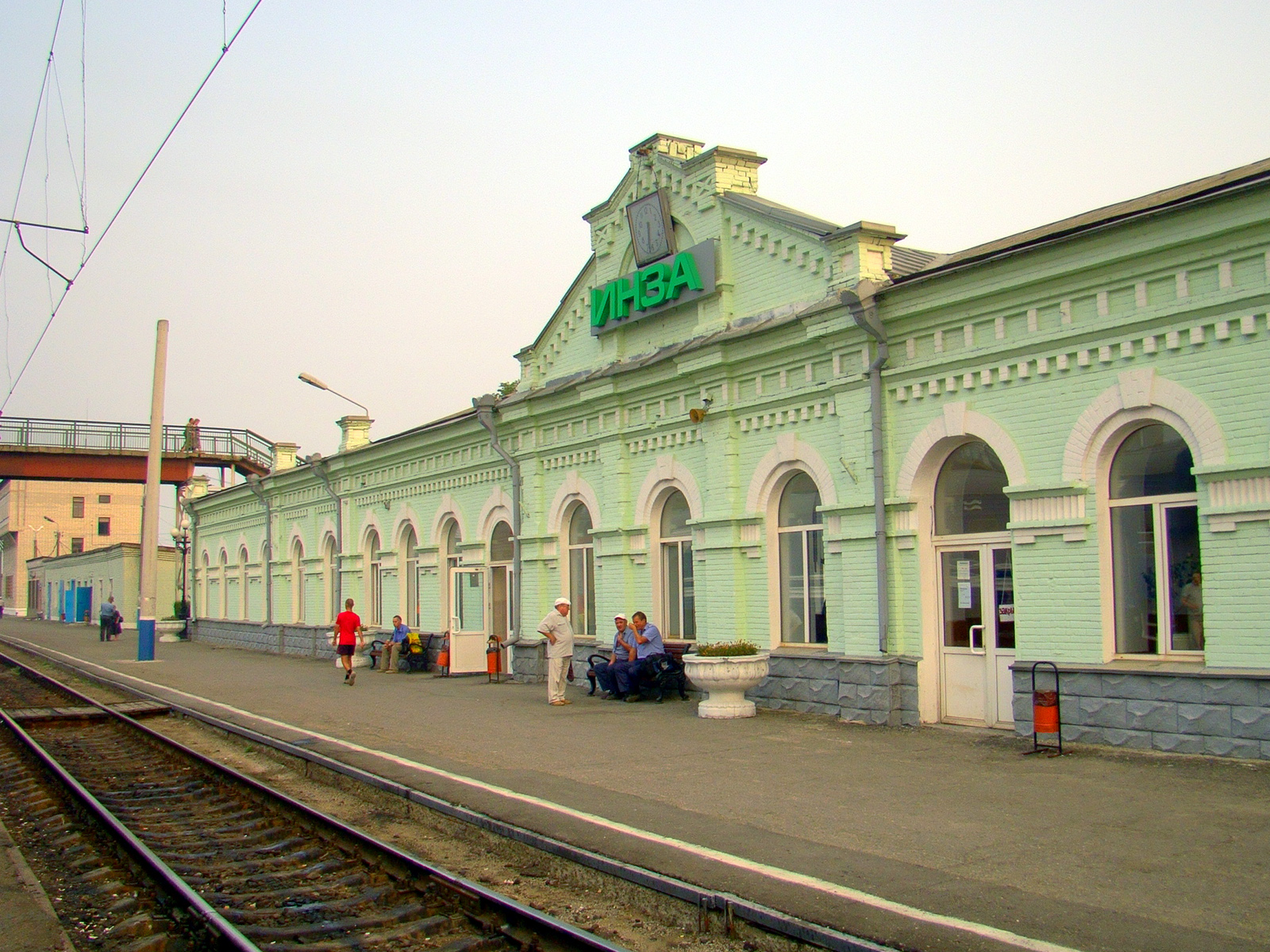
Вокзал станции Инза (2010).
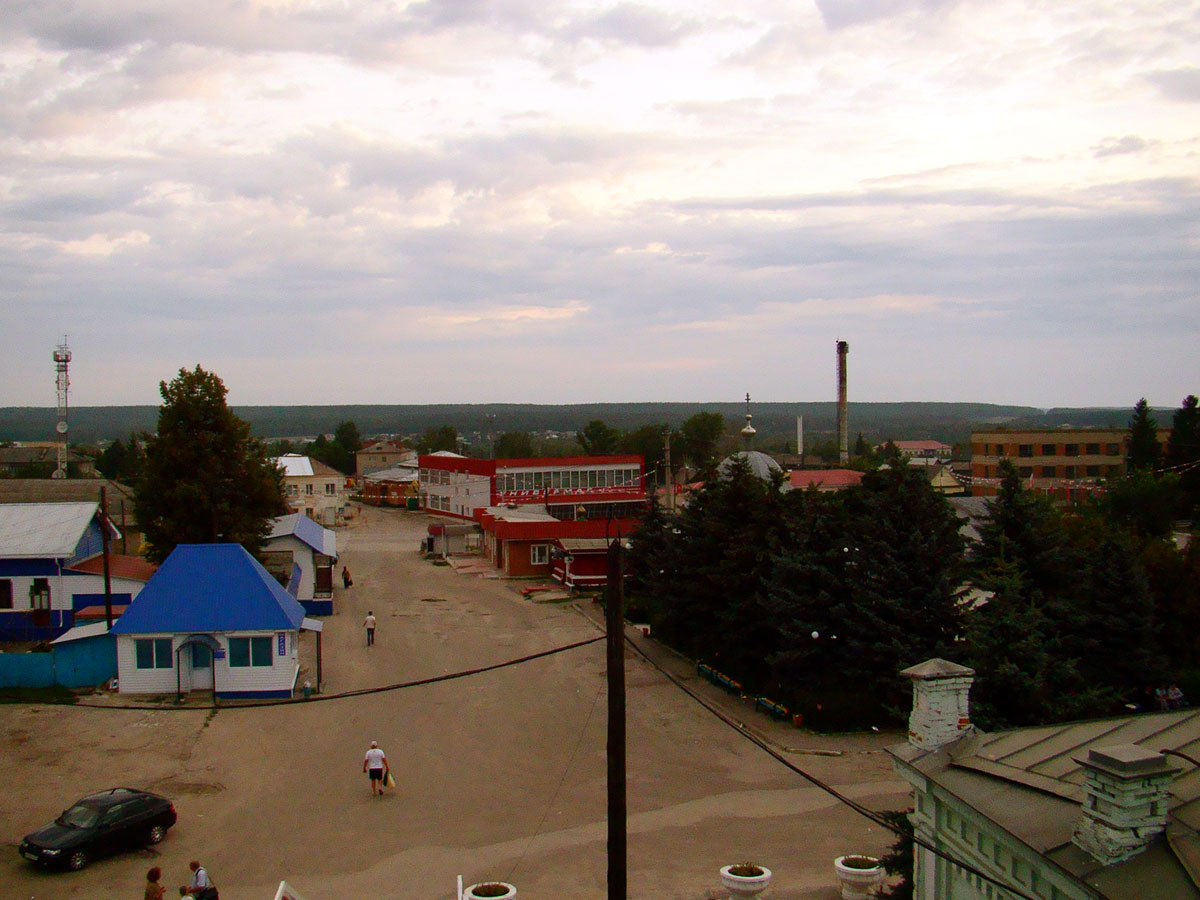
Инза. Вид на привокзальную площадь со стороны железнодорожной станции (2012).

## Инза на старых фото

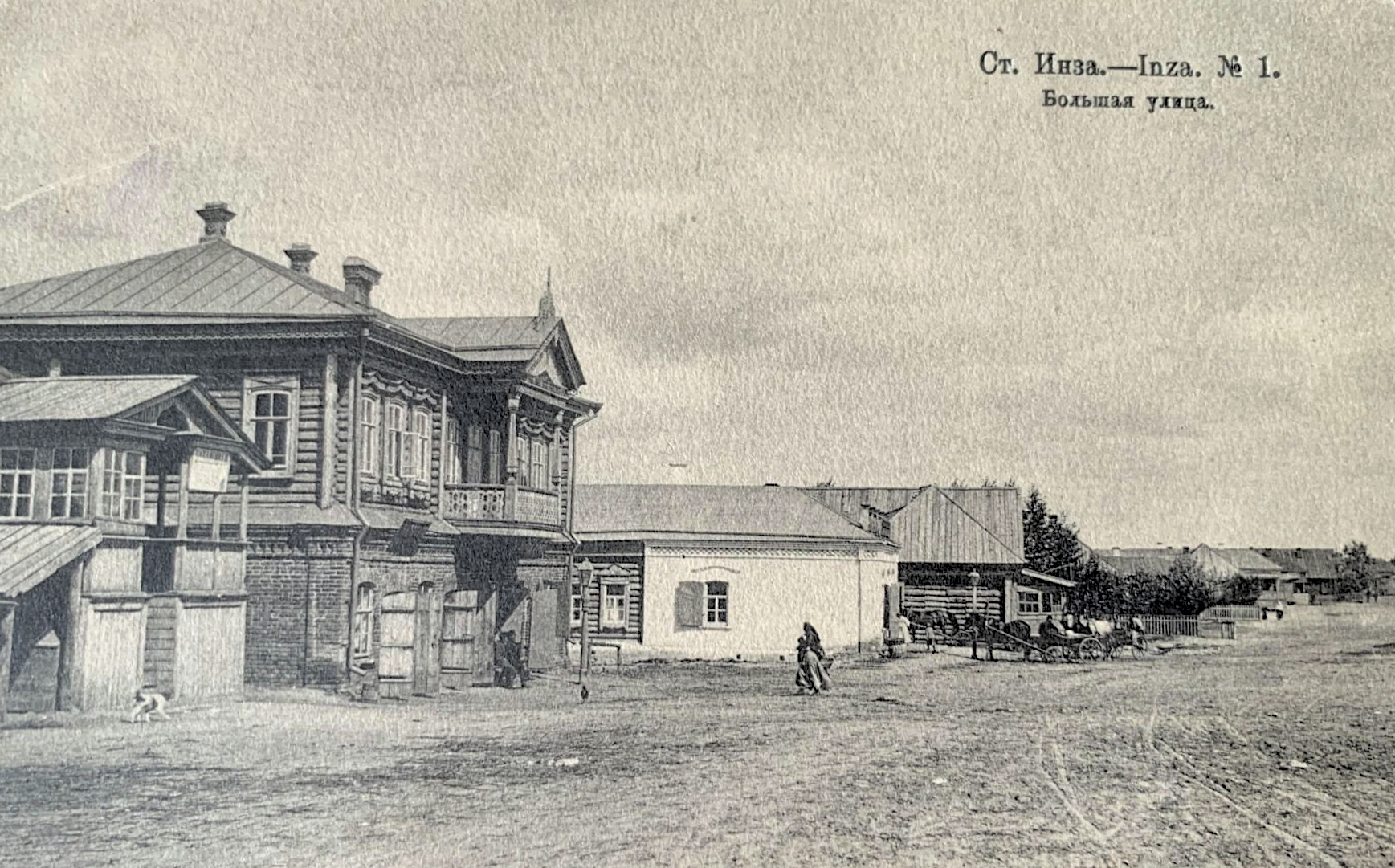
Станция Инза. Большая улица (ныне улица Красных Бойцов).
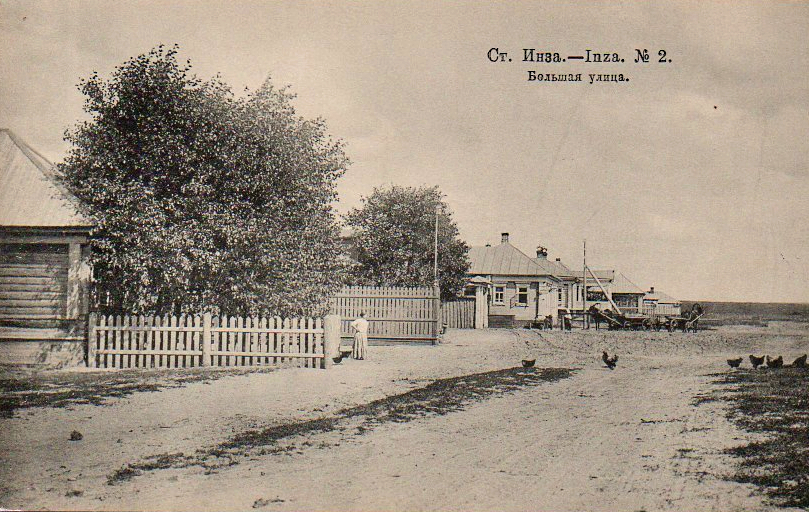
Станция Инза. Большая улица (ныне улица Красных Бойцов).
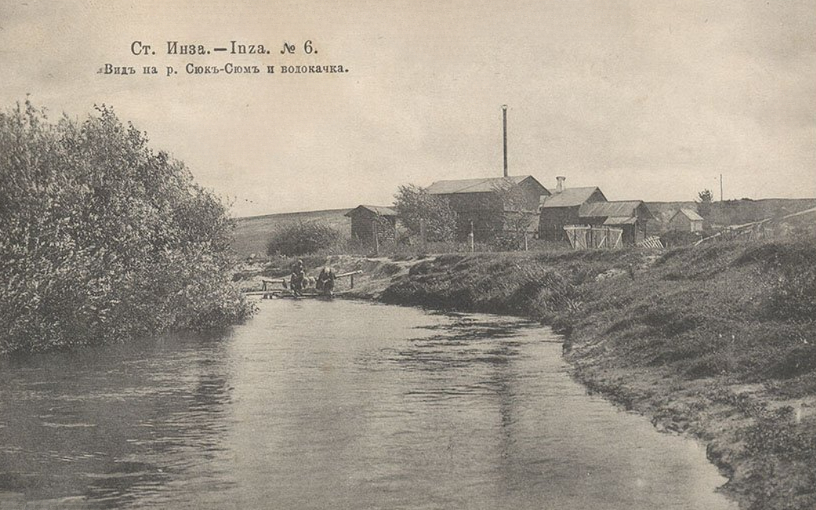
Инза, вид на реку Сюк-Сюм и водокачку в начале XX века, открытка.
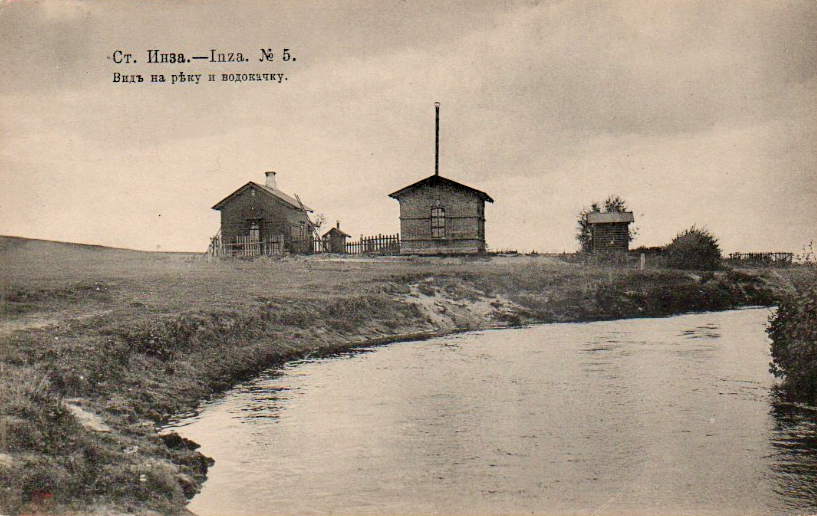
Инза. Вид на реку и водокачку, открытка.

## Средства массовой информации
- 73,43 — (Молчит) Радио России / ГТРК Волга
- 87,8 — Радио Ваня
- 102,7 — Милицейская Волна
- 104,2 — Радио Родных дорог
- 104,7 — Дорожное радио
- 105,4 — Маруся FM
- 106,6 — Радио России / ГТРК Волга

## Транспорт
Одноимённая железнодорожная станция соединяет город с Москвой, Санкт-Петербургом, Самарой, Рузаевкой, Саранском, Барышем, Ульяновском, Пензой, Кузоватово, Сызранью.

С автовокзала города автобусы отправляются в: Саранск, Тольятти, Поддубное, Бояркино, Ульяновск, Пензу, Воронеж.

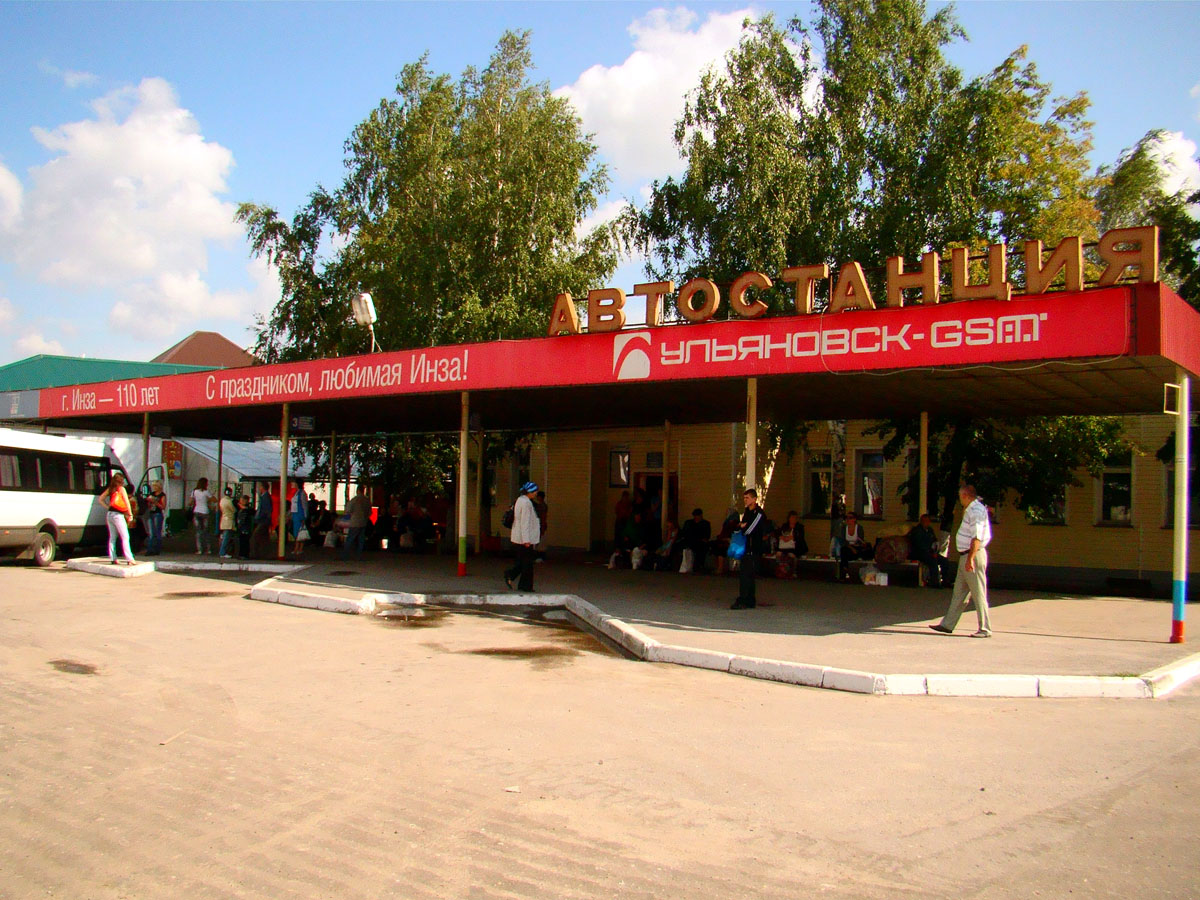
Инзенская автостанция.

## Известные уроженцы и жители
См. статью: Родившиеся в Инзе
- Ознобишин Дмитрий Петрович (1804—1877), село Троицкое Карсунского уезда (ныне Инзенский район) — русский поэт, писатель, краевед, переводчик.
- Башмаков, Флегонт Миронович (1774—1859) — декабрист, разжалованный из полковников артиллерии рядовой Черниговского пехотного полка (1820). Участник Итальянского похода Суворова (1799), русско-турецкой (1806—1812) и русско-шведской (1808—1809) войн, Отечественной войны 1812 года. Родился в селе Китовка, ныне Инза.
- Давыдов, Юрий Степанович (1937—2016) — советский и российский экономист, ректор (1990—2005) и президент (с 2005) ПГЛУ, академик РАО (2004).
- Сойгин Михаил Фёдорович (1918—1995) — контр-адмирал, профессор, заслуженный деятель науки и техники СССР, почётный житель г. Инза.
- Алашеев, Юрий Тимофеевич
- Дорофеев Анатолий Васильевич — советский военный деятель, Герой Российской Федерации, служил здесь[4].
- Краснов Сергей Иванович — ректор УИ ГА, 2006—2019 гг.[50]
- Мишутин Александр Николаевич — деятель советских органов прокуратуры.
- Диодор (Исаев) — епископ Русской православной церкви. Учился в Инзенском государственном техникуме отраслевых технологий, экономики и права.

## Названные в честь города
- Улица Инзенская в Ульяновске,
- Инзенская улица в селе Глотовка (Ульяновская область)
- 15-я Инзенская стрелковая дивизия (1918—1939)

## Инза в филателии
- В 2004 году Министерство связи России выпустило ХМК — «г. Инза. Ульяновская область. 15-17 октября 2004 г. Межрегиональная филателистическая выставка „Поэт и полиглот“. Посвящается 200-летию русского поэта, лингвиста и переводчика Д. П. Ознобишина»[51].